# OBH Nordica
OBH Nordica er en dansk virksomhed, der producerer produkter i en bred kategori inden for personlig pleje, øvrig husholdning ure/vejrstationer, madtilberedning og fadølsanlæg. De er desuden kendt for deres serie af køkkenudstyr i børstet stål. Firmaet var siden 2015 været ejet af Tefal.

## Historie
Virksomheden blev til ved en fusion mellem det danske Ole Bødtcher-Hansen A/S og svenske Joffe Marketing AB i 2002.
Bertil Joffe AB blev grundlagt af Bertil Joffe i 1959 i Sverige.
Ole Bødtcher-Hansen A/S (OBH) blev grundlagt i Danmark i 1985.